# トニー・ハント
トニー・ハント（Tony Hunt、1998年2月9日 - ）は、ジャパンラグビーリーグワン三重ホンダヒートに所属するラグビーユニオンの選手。

## プロフィール
- オーストラリア出身[1]。
- ポジションはフランカー(FL)。2022-23シーズンまではウィング(WTB)、センター(CTB)としてプレーしていた。
- 身長 189 cm、体重 108 kg
- U20オーストラリア代表に選ばれたことがある。

## 略歴
クイーンズランドカントリー を経て、2020年、マツダスカイアクティブズ広島に加入。
2021年2月13日に行われたトップチャレンジリーグ2021グループリーグ第1節コカ・コーラレッドスパークス戦にて先発出場で日本での公式戦初出場を果たした。
2022年、クボタスピアーズ船橋・東京ベイに加入。
2024年6月、三重ホンダヒートに入団。